# إل جي دار
إل جي دار (بالإنجليزية: LG Dare)‏ هو هاتف ذكي من إل جي أليكترونيكس، تم طرحه في الأسواق في 2008.

## الخصائص
- الشاشة: شاشة لمس 240×400
- الذاكرة: 200 ميجابايت